# Sint-Laurentiuskerk (Ramskapelle)
De Sint-Laurentiuskerk is de parochiekerk van de tot de West-Vlaamse gemeente Nieuwpoort behorende plaats Ramskapelle, gelegen aan de Ramskapellestraat.

## Geschiedenis
Oorspronkelijk stond hier een eenbeukige kerk, die in 1635 tot een driebeukige kerk werd uitgebreid. In 1863-1864 werd de kerk door een nieuwe vervangen, waarbij de toren gespaard bleef. Op 25 oktober 1914 viel deze kerk ten offer aan het oorlogsgeweld.
In 1923 werd een nieuwe kerk gebouwd in historiserende stijl.

## Gebouw
Het betreft een driebeukige bakstenen hallenkerk. De zijbeuken zijn korter dan het middenschip. Aan de vierkante westtoren is de toren van Wulpen ten voorbeeld genomen.
Het interieur wordt overwelfd door houten spitstongewelven. Het kerkmeubilair is overwegend neogotisch, maar er is ook een romaans doopvont van de 12e of de 13e eeuw.